# Лухи
Лухи (груз. ლუხი) — село в Грузії.
За даними перепису населення 2014 року в селі проживає 43 особи.